# 野牧站
野牧站（：／ Yamok yeok */?）是水仁·盆唐線沿線的一座地面車站，位於韓國京畿道華城市梅松面野牧里。1996年隨水仁線停駛而關閉，2020年重新啟用。

## 車站結構
站體為2面5線雙島式月台的地面車站，候車月台設有月台幕門。

### 月台配置
| ↑ 漁川      |
| ２ \| １ \| |
| 四里 ↓      |

| 月台 | 路線                   | 目的地                           |
| ---- | ---------------------- | -------------------------------- |
| 1    | ●首都圈電鐵水仁·盆唐線 | 四里、漢陽大學、仁川方向         |
| 2    | ●首都圈電鐵水仁·盆唐線 | 梧木川、水原、往十里、清涼里方向 |

## 歷史
- 1937年8月5日：落成啟用。
- 1996年1月1日：水仁線停駛，本站關閉。
- 2020年9月12日：首都圈電鐵水仁·盆唐線開通，本站重新啟用。

## 車站周邊
- 西海岸高速公路梅松休息站

## 圖片

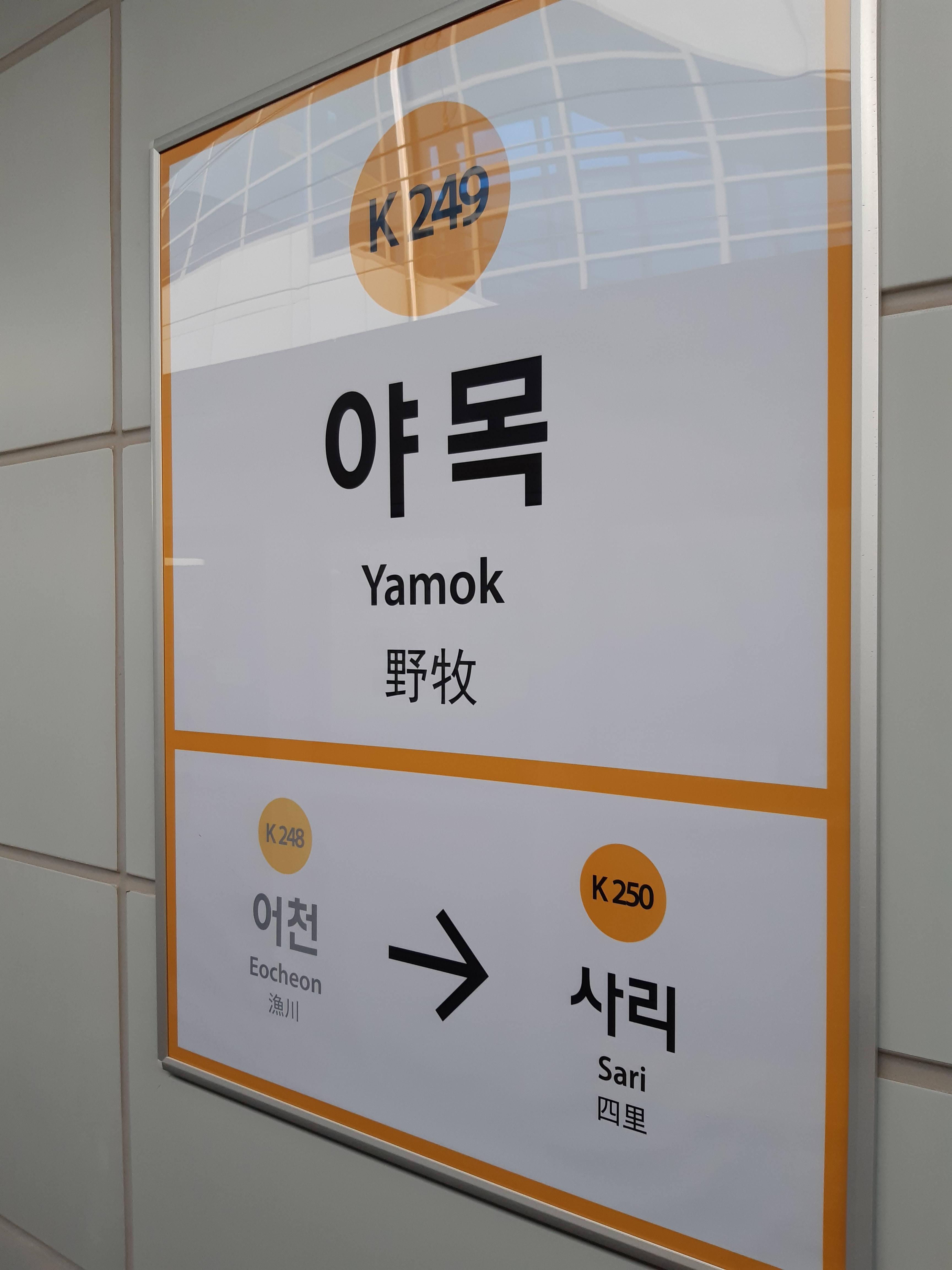
站名牌
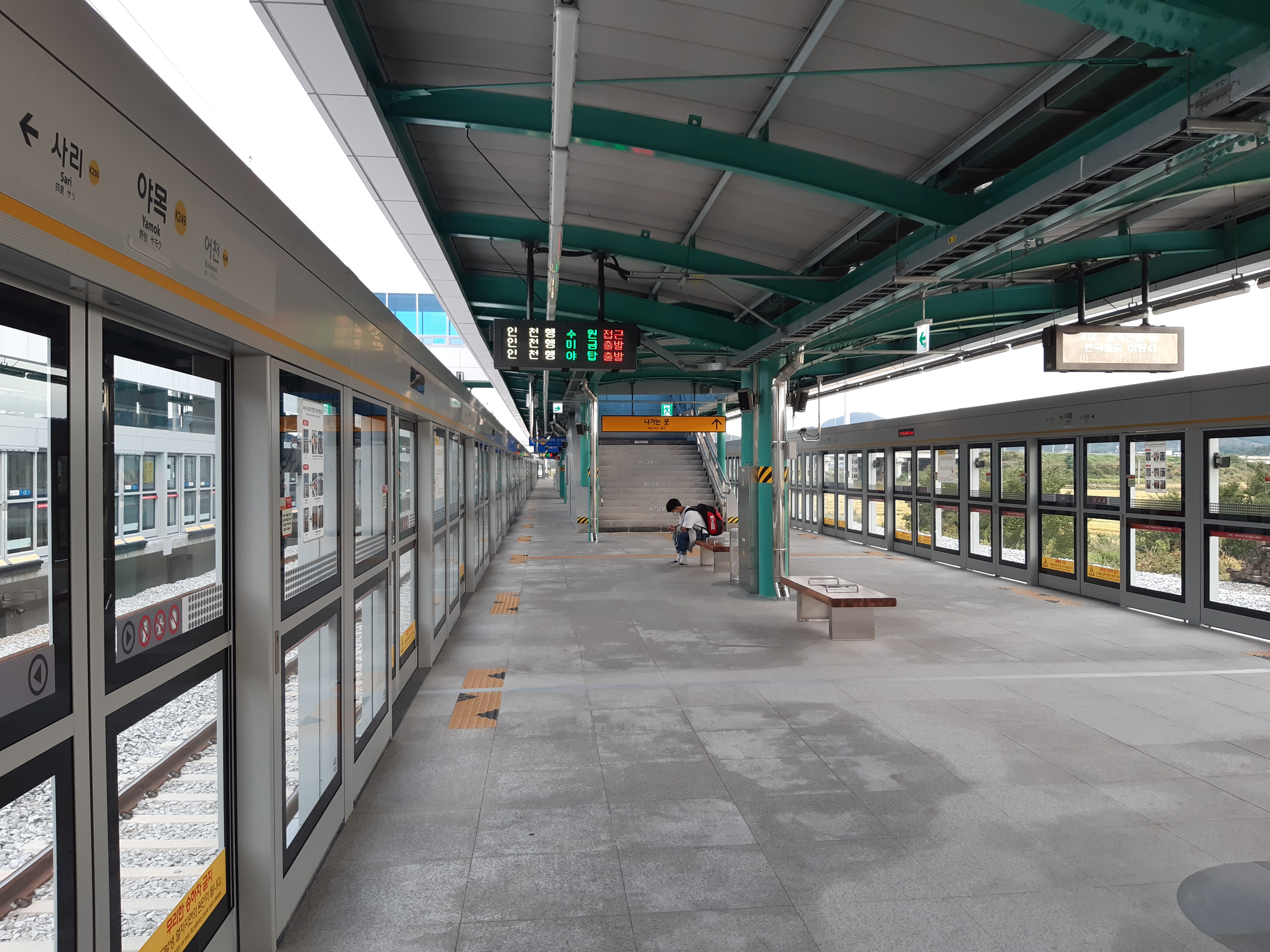
候車月台
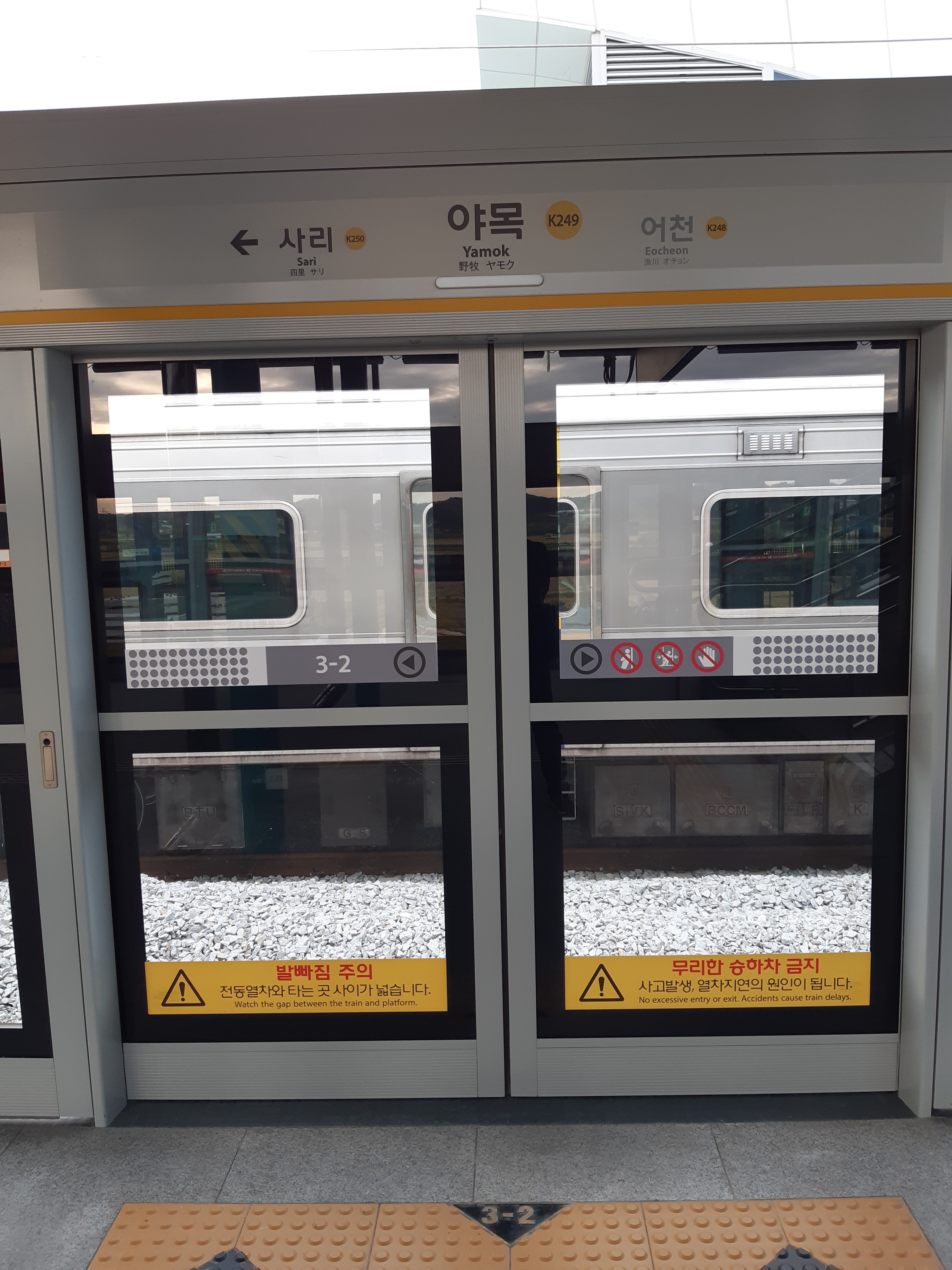
月台門

## 相鄰車站
韓國鐵道公社
●首都圈電鐵水仁·盆唐線
漁川（K248）－野牧（K249）－四里（K250）